# Гарисбург (Северна Каролина)
Гарисбург (енгл. Garysburg) град је у америчкој савезној држави Северна Каролина.

## Демографија
По попису из 2010. године број становника је 1.057, што је 197 (-15,7%) становника мање него 2000. године.
| Група             | 2000.         | 2010.         |
| Белци             | 30 (2,4%)     | 25 (2,4%)     |
| Афроамериканци    | 1.205 (96,1%) | 1.008 (95,4%) |
| Азијати           | 3 (0,2%)      | 0 (0,0%)      |
| Хиспаноамериканци | 5 (0,4%)      | 8 (0,8%)      |
| Укупно            | 1.254         | 1.057         |